# Жатва (Ростовська область)
Жатва — хутір у Неклинівському районі Ростовської області.
Входить до складу Великонеклинівського сільського поселення.

## Географія

### Вулиці
- вул. Польова;
- вул. Центральна.